# Argopleura
Argopleura is een geslacht van straalvinnige vissen uit de familie van de karperzalmen (Characidae).

## Soorten
- Argopleura chocoensis (Eigenmann, 1913)
- Argopleura conventus (Eigenmann, 1913)
- Argopleura diquensis (Eigenmann, 1913)
- Argopleura magdalenensis (Eigenmann, 1913)